# Kodikellos

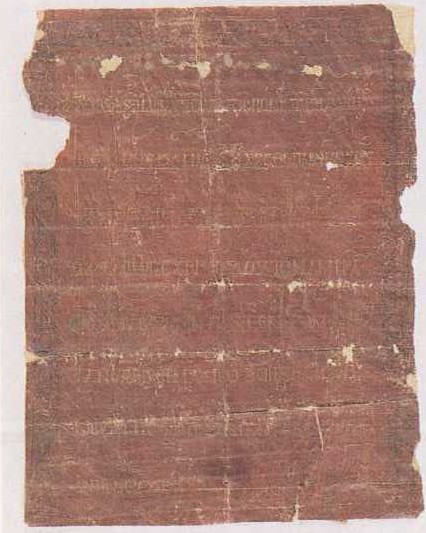
Der Kodikellos des Christodulos von 1109

Der Kodikellos ist eine Form der byzantinischen Kaiserurkunde, mit der die Verleihung von Hofrängen beurkundet wurde. Die Bezeichnung ist ein Beispiel für die Übernahme lateinischer Begriffe (codicillus) in die byzantinische Verwaltungssprache. Originale sind nur aus der Peripherie des Byzantinischen Reiches überliefert. Daher verbinden sie mit den Merkmalen der Prostagmata auch solche der Auslandsbriefe wie die Adresse auf der Rückseite.
Eine Intitulatio steht nur gelegentlich am Beginn der Urkunde, ein knappes Prooimion leitet zur Dispositio über. Im Eschatokoll stehen vor 1204 das Menologem, das Legimus und ein Ausgabevermerk mit Angabe des Ortes. Danach sind Veränderungen im Eschatokoll zu beobachten: dem Ausgabevermerk mit dem Weltjahr, aber ohne Ort, folgen eine Corroboratio und das Menologem.
Das älteste erhaltene Beispiel aus dem Jahr 1109 war für den Admiral Christodulos als führenden Funktionär des normannischen Hofes in Palermo bestimmt und beinhaltete die Ernennung zum protonobilissimus. Die Urkunde ist ein purpurgefärbtes Pergament, das mit Goldtinte in Auszeichnungsschrift (Unziale) beschrieben ist. Das Dokument wird im Archiv der Cappella Palatina in Palermo verwahrt.
Aus dem Jahre 1439 stammt der heute in der Bibliothèque Nationale zu Paris unter der Signatur Cod. gr. suppl. 821 aufbewahrte Kodikellos, mit dem Johannes VIII. Palaiologos dem Florentiner Giacomo de Morellis die Würde eines Hofpfalzgrafen mit der Befugnis, Notare zu ernennen, und das Recht, ein Wappen mit dem kaiserlichen Doppeladler zu führen, verliehen hat. Obwohl der Ausstellungsort im Text nicht genannt wird, ist er dennoch bekannt: Florenz, wo sich der byzantinische Kaiser für das Unionskonzil aufhielt. Unterhalb des griechischen Textes und des vom Kaiser eigenhändig eingetragenen Menologems befinden sich eine Darstellung des Wappens, Spuren eines Wachssiegels und eine lateinische Übersetzung. Nicht endgültig geklärt werden kann, ob der Verzicht auf Purpurpergament und Goldtinte als Entwicklung der byzantinischen Kanzlei anzusehen ist, oder ob er auf die mangelnden Ressourcen während des kaiserlichen Aufenthalts in Florenz zurückzuführen ist. Der Verzicht auf eine Auszeichnungsschrift wird auf die Verwendung lokaler Schreiber zurückgeführt.